# Polietina mellina
Polietina mellina är en tvåvingeart som först beskrevs av Stein 1904.  Polietina mellina ingår i släktet Polietina och familjen husflugor.
Artens utbredningsområde är Bolivia. Inga underarter finns listade i Catalogue of Life.